# 六本松青陵通り
六本松青陵通り（ろっぽんまつせいりょうどおり）は、福岡県福岡市城南区六本松を通る国道202号の「六本松駅交差点」の南側から福岡高等・地方・家庭・簡易裁判所合同庁舎の正面に至るクルドサック（仏: cul-de-sac, /kyd.sak/）の道路愛称である。この道路は、『福岡市都市計画マスタープラン（平成26年5月）』が定める方針において、福岡市地下鉄七隈線の六本松駅（）などを中心として交通結節点の機能などが充実する「地域拠点」のなかでも特に利便施設が集まる「地下鉄七隈線駅周辺ゾーン」の中心部に新設された。

## 名称の由来
「六本松青陵通り」の道路愛称は地域の「草ヶ江校区まちづくり協議会」が愛称を募集した結果に基づき、2014年7月22日に選定された道路愛称である。愛称の中の「青陵」は九州大学の前身である旧制福岡高等学校の同窓会である「青陵会」に因む。

## 経緯
この道路は、正式名称が六本松1665号線であり、九州大学六本松地区の移転跡地の中央に新たに整備された全長165.54 メートルの市道である。跡地は面積が約6.5ヘクタールに及ぶ一体の土地であったため、北側に国道202号や福岡市地下鉄七隈線が通るなど交通の要衝である市街地の中に出現する土地の全体を有効活用するためには国道202号の途中から区画道路を通す必要があったが、跡地の南側に広がる谷、輝国などの地区で幅員4メートル未満の狭隘道路が多いこと、跡地の北東角にある「六本松交差点」が「地域の主要渋滞箇所」に指定されていることなどの理由から、通過交通の生じないクルドサックとなっている。南側の先端は袋小路状の転回広場で車両の通り抜けはできないが、周辺に複数の歩道、緊急車両用の通路等が配置され、安全性や利便性に配慮されている。
また、六本松青陵通りの新設を含む跡地の開発において、この道路が接続する国道202号に関しては、跡地の北東角の「六本松交差点」から北西角の「六本松西交差点」までの距離が約300メートルと短く、これらのほぼ中間に位置する「六本松駅前交差点」が三叉路から四叉路となると、滞留長の不足で渋滞が悪化するため、クルドサックで通過交通を減らすと同時に、九州大学が跡地の一部を提供し、道路の拡幅、右折レーンの増設等が行われた。

## 地理
六本松青陵通り（六本松1665号線）の区間や総延長については次の通り。
- 起点：福岡市城南区にある国道202号の「六本松駅交差点」
- 終点：福岡市城南区にある福岡高等・地方・家庭・簡易裁判所合同庁舎の正面
- 総延長：165.54 メートル[1]

道路の写真
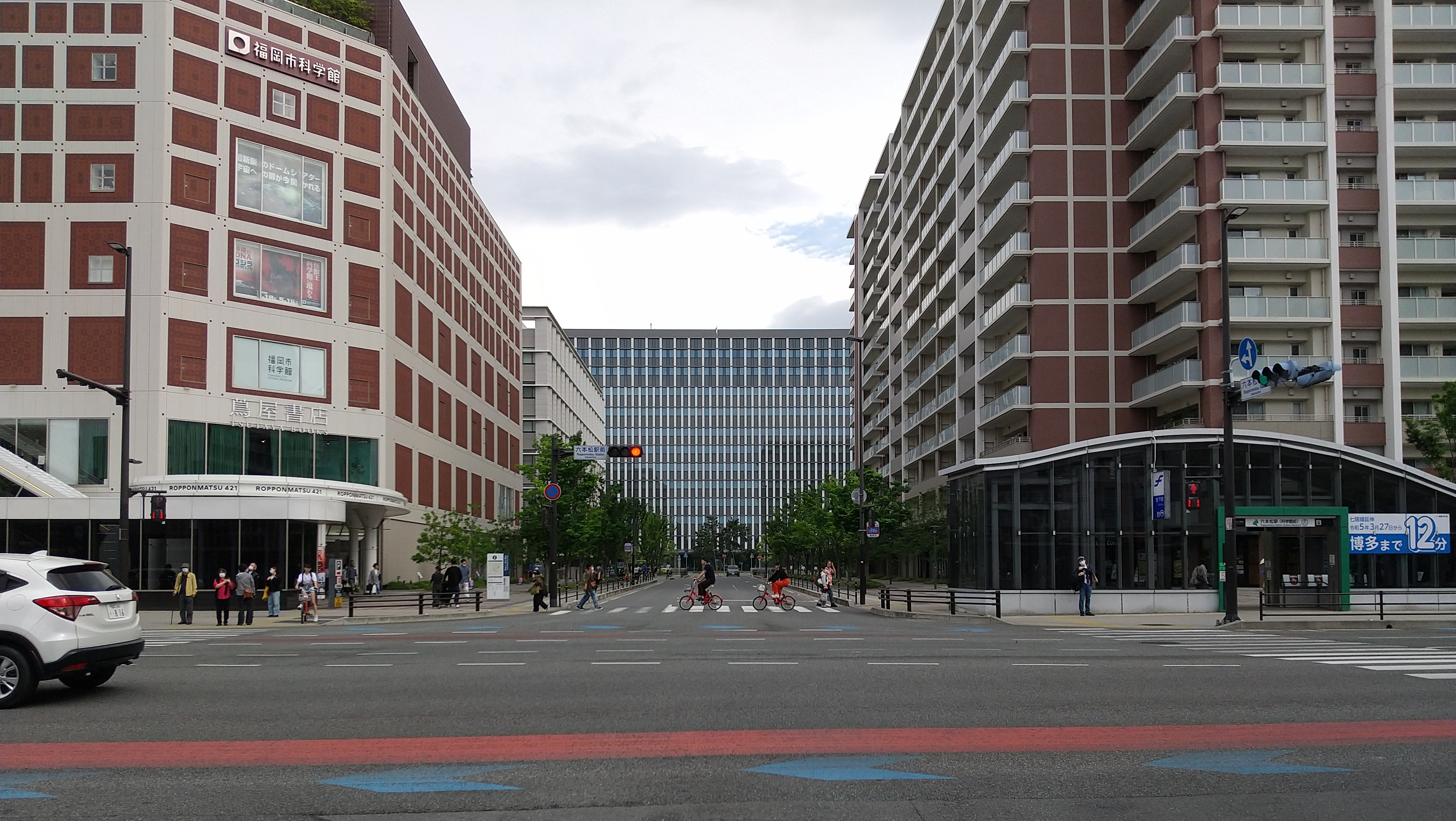
起点（北端）
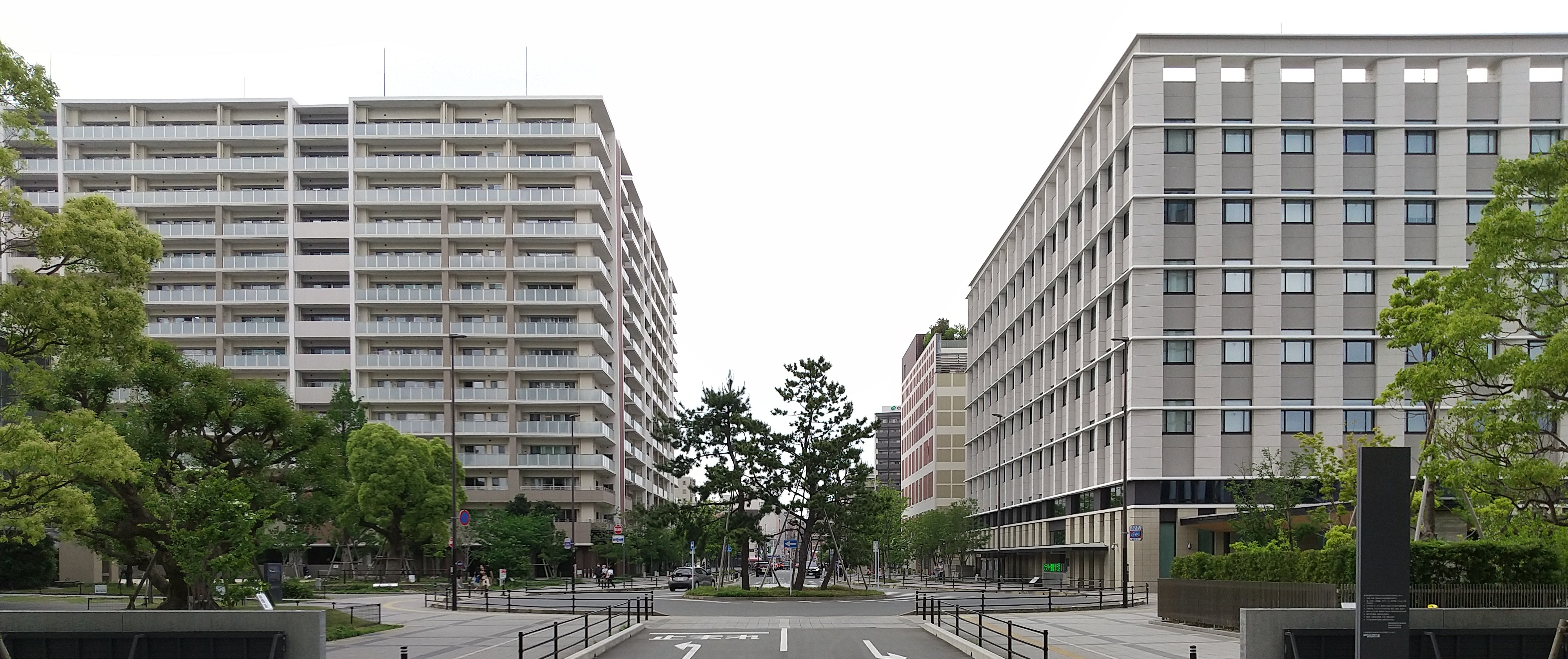
終点（南端）
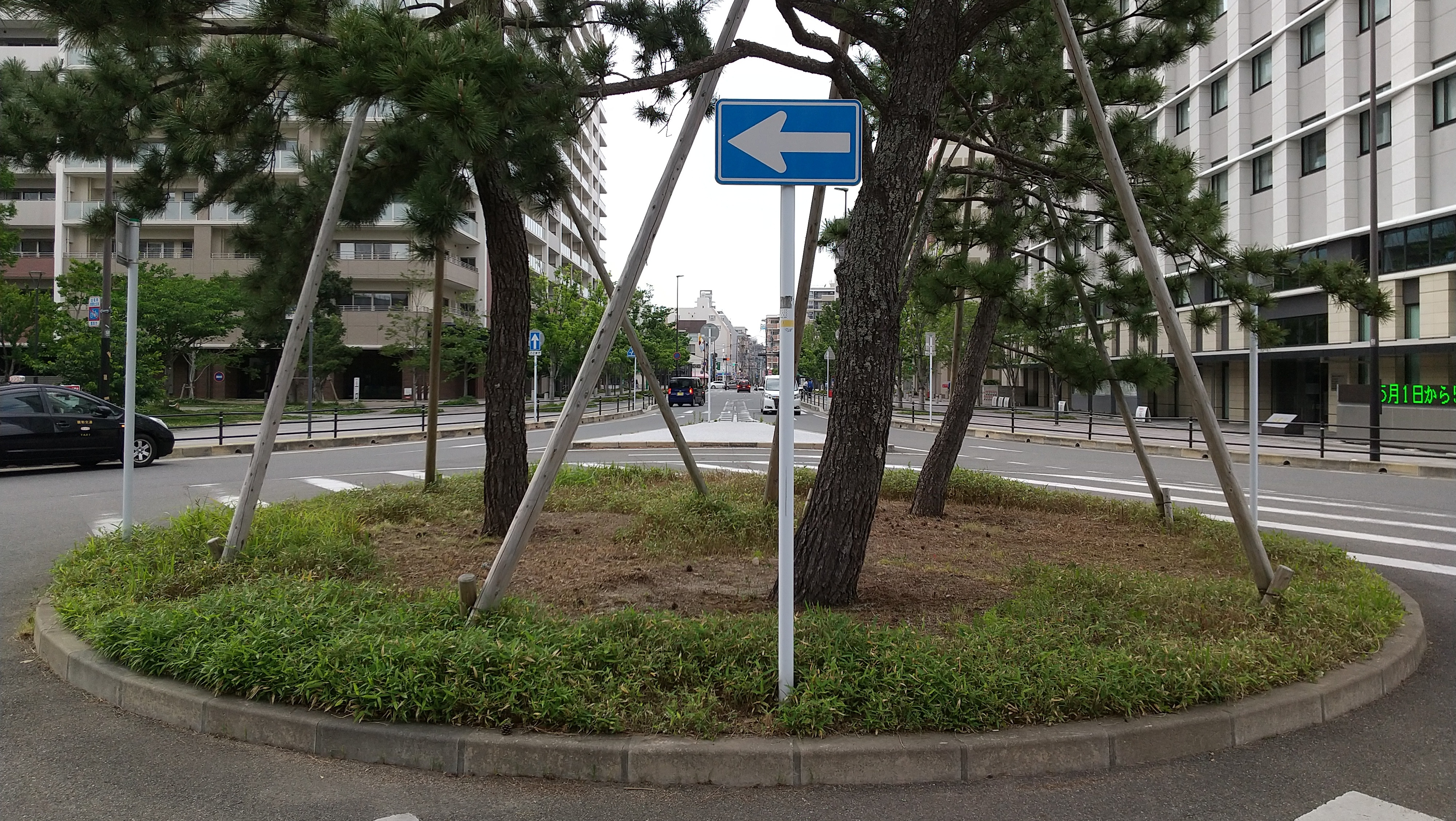
クルドサックの転回広場

## 接続する主な通り
- 国道202号（福岡市道路愛称：別府橋通り、重複する道路：福岡県道559号原東警固線）

## 接続する主な施設
- 六本松駅
- 福岡市科学館
- 福岡高等・地方・家庭・簡易裁判所合同庁舎（入居機関：福岡高等裁判所、福岡地方裁判所、福岡家庭裁判所、福岡簡易裁判所等）
- 福岡第2法務総合庁舎（入居機関：福岡高等検察庁、福岡地方検察庁、福岡区検察庁等）
- 福岡県弁護士会館（入居団体：福岡県弁護士会、九州弁護士会連合会）
- 六本松公園[注釈 4]